# Municipio de Ydre
Ydre (en sueco: Ydre kommun) es un municipio en la provincia de Östergötland, al sureste de Suecia. Su sede se encuentra en la localidad de Österbymo. El municipio actual se formó en 1952 por la fusión de las parroquias de Asby, Norra Vi, Sund, Svinhult, Torpa y Västra Ryd.

## Localidades
Hay tres áreas urbanas (tätort) en el municipio:
| # | Tätort    | Población |
| - | --------- | --------- |
| 1 | Österbymo | 923       |
| 2 | Hestra    | 475       |
| 3 | Rydsnäs   | 278       |

## Ciudades hermanas
Ydre está hermanado o tiene tratado de cooperación con:
- Tohmajärvi, Finlandia
- Carver, Minnesota, Estados Unidos